# ロック座
ロック座（ロックざ）は、東京都台東区浅草2丁目10-12にあるストリップ劇場。1947年（昭和22年）8月15日創立。客席数129席。運営は東興業株式会社。現存するストリップ劇場では最大手にして最古である。全国に同名のストリップ劇場が存在していたが、当劇場の系列店がほとんどであった。そのため、当劇場も浅草ロック座と称している。

## 歴史
1947年（昭和22年）宇都宮の実業家・草野稲穂と、浅草六区にある映画館である三友館の支配人であった松倉宇七は共に手を携えて東洋映劇株式会社を設立し、浅草六区にあった映画館三友館・遊楽館・万盛座の三館を復活すべく準備をしていた。そこへ東宝の副社長であった秦豊吉にストリップショウの有望性を説かれ方針を転換。新たに国華興業株式会社を設立し、秦を顧問に迎えて万盛座の跡に開館した。1948年（昭和23年）、松倉が草野から経営の全般を引き継ぎ社長に就任し、東洋興業株式会社の経営となった。第二次世界大戦後の浅草では中心的な娯楽施設となり、特に浅草のストリップ興行は1947年（昭和22年）3月に常盤座がヘレン滝で成功を収めるとロック座もメリー松原を擁して追随、その後は東洋興業と中映がしのぎを削って発展させた。
しかし1960年代に入ると東京の繁華街は新宿や渋谷へ移り、浅草の人通りは減少し始めた。1955年（昭和30年）には約30人を数えた踊り子も、敬遠されて新人が入らなかったことから、1969年（昭和44年）には5人にまで減った。また、関西発祥の猥雑なショーがストリップ興行の主流となり、興業の継続が難しくなったことから、東洋興業はストリップ興行からの撤退を決意し、浅草・新宿・池袋の各フランス座を閉館。1971年（昭和46年）にはストリッパーの東八千代こと斎藤智恵子と歩興行の契約を結び、ロック座も事実上手放した。1972年（昭和47年）には正式に斎藤に譲渡されている。
以降は斎藤が設立した東興業が経営に当たり、斎藤が築いたロック座チェーンの旗艦劇場となった。1984年（昭和59年）には改築のためにいったん閉館し、1985年（昭和60年）にビルを新築して営業を再開した。

## 特色
AV女優出身者及び現役AV女優の踊り子が数多く在籍することでも知られる。
映画やテレビドラマなどのロケにも幾度か使われたことがあり、TBS系列ドラマ「セーラー服と機関銃」の第2話で浅草ロック座が登場する。

## 系列店

### 営業中の系列店
現在、ロック座チェーンには、下記の姉妹店がある。
- 川崎ロック座

所在地：神奈川県川崎市川崎区南町
- 新宿ニューアート - 休業中[3][4]

所在地：東京都新宿区歌舞伎町
2024年8月21日の東京都心部の集中豪雨によって停電および水没という被害を受け、翌日から休業。営業再開時期は未定。
- 横浜ロック座

所在地：神奈川県横浜市中区宮川町
2016年7月1日、「ストリップ浜劇」から改称

### 閉館した系列店
- 仙台ロック　(2016年5月31日閉館)

所在地：宮城県仙台市青葉区国分町
- ROCKZA THEATER（2011年閉館）

所在地：マカオ、ホテルグランド・リスボア
- 草津ロック（2010年閉館）

所在地：群馬県吾妻郡草津町
- 信州ロック（2007年12月23日閉館）

所在地：長野県千曲市上山田温泉
- 博多ロックハリウッド（2007年5月20日閉館）

所在地：福岡県福岡市博多区中洲
- 浅草ロック座ススキノマドンナ（2000年1月31日閉館）

所在地：北海道札幌市